# حصیبه ارن
نصیبه ارن (انگلیسی: Hasibe Eren؛ زادهٔ ۶ ژوئن ۱۹۷۵) بازیگر اهل ترکیه است. وی از سال ۱۹۹۷ میلادی تاکنون مشغول فعالیت بوده‌است.
از فیلم‌ها یا برنامه‌های تلویزیونی که وی در آن نقش داشته‌است می‌توان به داستانهای استانبول اشاره کرد.